# Plan de Chequers

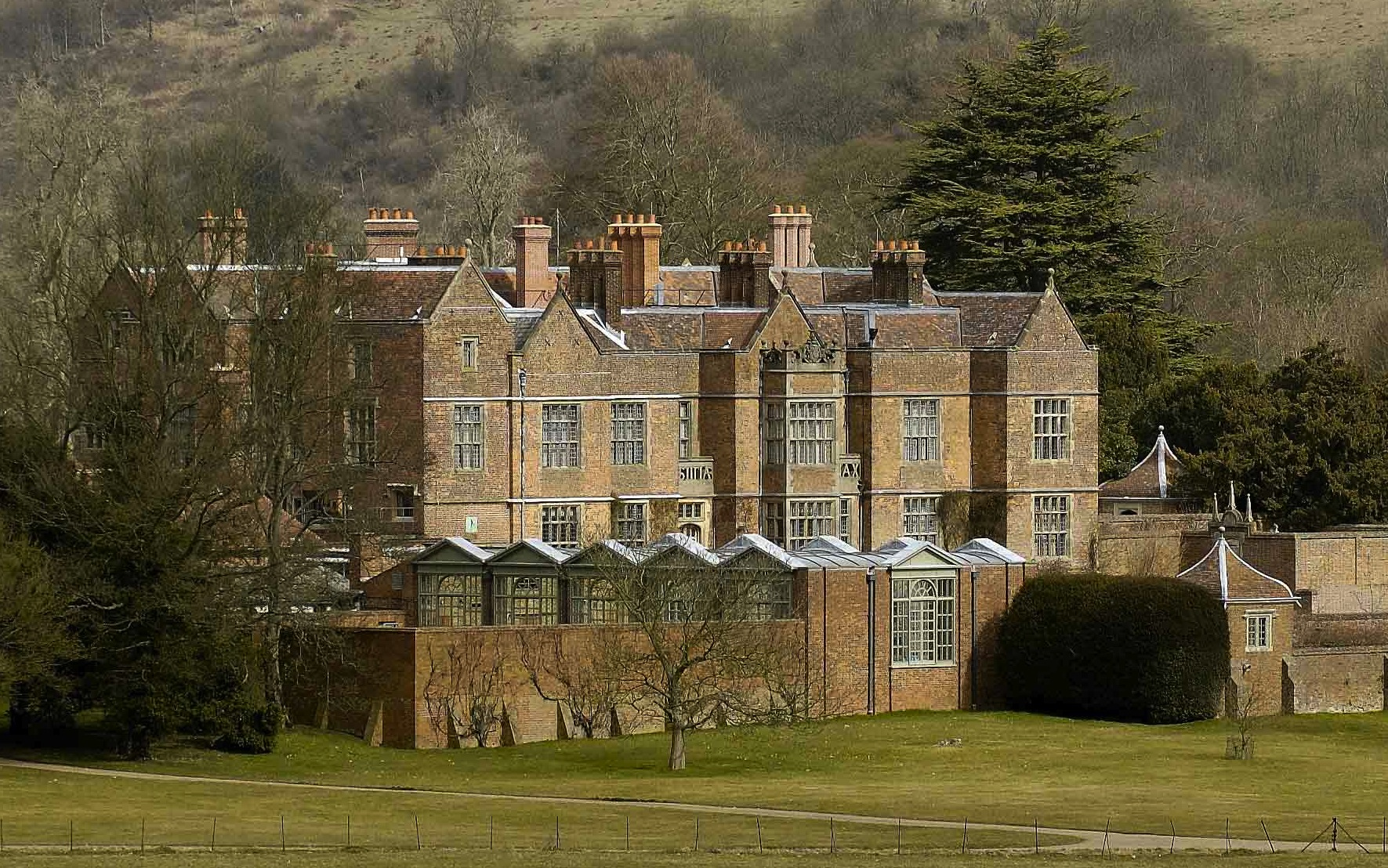
Chequers, résidence de villégiature du Premier ministre du Royaume-Uni depuis 1921, oú les propositions du Brexit ont été pensées par le Cabinet.

Le plan de Chequers, également appelé offre Chequers, accord Chequers ou simplement Chequers, est un livre blanc concernant le Brexit, publié le 12 juillet 2018 par le gouvernement britannique sous la Première ministre Theresa May. Il expose le type de relations que le Royaume-Uni cherche à avoir avec l'Union européenne (UE) après le Brexit. Son titre officiel est The future relationship between the United Kingdom and the European Union. (litt. « Les relations futures entre le Royaume-Uni et l'Union européenne. »)

## Démissions

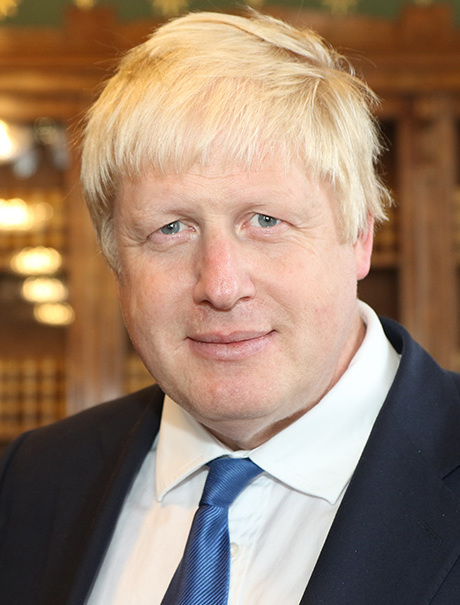
Boris Johnson a exercé les fonctions de Secrétaire d'État des Affaires étrangères et du Commonwealth de 2016 à 2018, mais a démissionné en raison du plan de Chequers en signe de protestation contre Theresa May.

David Davis, secrétaire d'État à la Sortie de l'Union européenne au moment de la réunion Chequers, a démissionné de l'accord le 8 juillet tout comme le lendemain son sous-secrétaire d'État parlementaire Steve Baker, et le secrétaire d'État des Affaires étrangères et du Commonwealth, Boris Johnson.
Le 18 juillet 2018, Boris Johnson prononce son discours de démission devant la Chambre des communes. Dans son discours, il évite les attaques personnelles contre Theresa May, bien qu'il affirme que les ministres « disaient une chose à l'Union européenne à propos de ce que nous faisons réellement et en prétendaient une autre à l'électorat ».
Au lieu de siéger à la Lancaster House, Johnson déclare à propos de la vision énoncée en janvier 2017[Quoi ?]. « Un brouillard de doute sur soi-même était descendu » et que le gouvernement « brûlait avec un capital de négociation ». Il a ensuite ajouté: « Il n'est pas trop tard pour sauver le Brexit. Nous avons le temps de négocier. Nous avons changé de cap une fois et nous pouvons changer de nouveau ». Le discours a fait l’objet d’une attention particulière des observateurs, beaucoup soulignant ses similitudes avec le discours de démission de Sir Geoffrey Howe en 1990, qui a contribué à la démission de Margaret Thatcher. Laura Kuenssberg de la BBC a souligné le sérieux du discours, affirmant que « c’est le premier discours de Boris Johnson que je me souvienne de regarder sans blagues », tandis que Jacob Rees-Mogg, député pro-Brexit et dirigeant du European Research Group a salué le discours, le décrivant comme « le discours d'un homme d'État ».
Boris Johnson ne cesse de dénoncer Theresa May et le plan de Chequers par le biais de publications, notamment dans une colonne hebdomadaire du Daily Telegraph et une autre dans The Mail on Sunday, où il écrit en réponse au négociateur en chef de l'UE Michel Barnier. Il déclare: « Nous avons enroulé un gilet de sauvetage dans la constitution britannique et avons remis le détonateur à Michel Barnier ».
Le 9 novembre 2018, appelant à un nouveau vote sur le Brexit, c'est au tour de Jo Johnson, secrétaire d'État aux Transports chargé de Londres, de démissionner du gouvernement May (2). Il n'est autre que le frère cadet de Boris Johnson.
Le matin du vote au Parlement britannique, le 15 novembre 2018, encore un coup de théâtre : Le successeur de Davis, Dominic Raab, démissionne à son tour du gouvernement en déclarant notamment « que le régime réglementaire proposé pour l'Irlande du Nord présente une menace très réelle pour l'intégrité du Royaume-Uni ». Peu avant Raab, le Secrétaire d'État chargé de l'Irlande du Nord, Shailesh Vara, annonce sa démission en raison de son désaccord avec le compromis. Le chef de file de l'opposition, Jeremy Corbyn du Parti travailliste, déclare qu'« il s'agit de la douzième démission d'un ministre du gouvernement de Theresa May en deux ans. Il ne reste plus aucune autorité à Theresa May, qui est de toute évidence incapable d'accoucher d'un accord de Brexit qui recueille ne serait-ce que le soutien de son gouvernement - sans parler du parlement et de la population britannique ». La secrétaire d'État au Travail et aux Retraites, Esther McVey, et la sous-secrétaire d'État chargée du Brexit, Suella Braverman, quittent également le Cabinet de Theresa May le même jour. La cinquième démission du jour est celle d'Anne-Marie Trevelyan, assistante ministérielle au département de l'Éducation. La sixième est celle de Ranil Jayawardena, assistant ministériel au département de la Justice.

## Réactions
Le lendemain de l'annonce par le gouvernement britannique, le président des États-Unis, Donald Trump, torpille le projet de Brexit de Theresa May en déclarant au Sun « S’ils font un tel accord, nous traiterions avec l’Union européenne au lieu de traiter avec le Royaume-Uni ».
Le négociateur en chef de l'UE sur le Brexit, Michel Barnier, a répété à plusieurs reprises que l'intégrité du marché unique de l'UE n'était « pas négociable » et qu'il ne pouvait y avoir de « cueillette de cerises ». Les quatre libertés du marché unique de l'UE sont la libre circulation des personnes, la libre circulation des biens, et celles des services et des capitaux. Les propositions du Royaume-Uni prévoient de rester sur le marché unique européen des biens, mais de s'exonérer des trois autres libertés.
Le plan des contrôleurs a finalement été rejeté par l'UE qui exhorte le Royaume-Uni à présenter une autre proposition s'il souhaite continuer. Theresa May, quant à elle, déclare que la Grande-Bretagne a besoin de plus de contre-propositions de la part de l'UE. Ces divergences ont ramené dans la discussion la possibilité d'un Brexit sans accord entre le Royaume-Uni et l'UE.